# Game ranching

On appelle game ranching (de l'anglais game : gibier et ranching : élevage extensif) l'élevage, sur de grandes surfaces en milieu naturel, d'espèces sauvages ou de gibier (antilopes, buffles, chevaux, élans…) destiné au game-cropping (prélèvement d'animaux selon un programme d'abattage rigoureux), par opposition aux game farming (en), élevage intensif de petit gibier sur de faibles étendues ou en espaces réduits. Les game ranches sont des exploitations où l'écosystème est utilisé à cette fin. 

## Présentation
Plusieurs traditions et pratiques intermédiaires entre la gestion cynégétique et l'élevage extensif peuvent y être rattachées.
Dans sa version moderne, il est connu en Afrique australe, où il est pratiqué avec les différentes espèces locales, avec un objectif de production mais également souvent de chasse gardée et en Amérique du Nord sur des espèces de cerf, élan…
L’objectif peut être en premier lieu la production de viande ou autre produits, la production d'animaux à chasser, ou la combinaison de plusieurs objectifs dont le cas échéant la conservation des espèces et l’entretien du milieu.
Une variante en est le pacage marin ou sea ranching, appliqué notamment au saumon et à certaines espèces de coquillage.

## Intérêt du game ranching
Les pratiques qui rejoignent le game ranching ont plusieurs intérêts :
- élevage peu coûteux
- exploitation d'espèces locales sauvages plus adaptées au milieu et « profitant » mieux en conditions extensives que des espèces domestiques
- sauvegarde de la faune sauvage par la responsabilisation de gestionnaires qui en sont chargés, qui misent sur la pérennité de la ressource
- préservation des populations qui ne sont pas l'objet de cette gestion en diminuant la pression de chasse, grâce à la disponibilité de ces animaux sur le marché.

## Les systèmes
- Vigogne en Amérique du Sud : cette espèce jamais pleinement domestiquée était l'objet à l'époque pré-colombienne d'une gestion collective, qui comportait la chasse périodique de ces animaux, leur tonte et abattage partiel. Cette pratique a perduré un certain temps après l'arrivée des espagnols, puis s'est désorganisée. La vigogne a été alors l'objet de sur-chasse qui l'a amenée proche de la disparition. Cette pratique réapparait actuellement et a reçu l'approbation de l'UICN, organisme chargé de la protection des espèces en péril.
- les chevaux : on relève dans plusieurs régions du monde l'exploitation d'un cheptel de chevaux ou poneys sauvages sur un mode de game ranching : capture annuelle, tonte éventuelle (en Galicie en Espagne), et prélèvement, souvent de poulains.
- le game ranching en Afrique : il concerne typiquement les espèces de la savane africaine : antilopes, girafes, rhinocéros, voire les carnivores comme le lion, géré pour l'équilibre de l'ensemble et comme trophée de chasse payante. Dans les meilleurs cas, on concilie la préservation des animaux, du milieu, une production de viande appréciable et un apport économique grâce au tourisme. Le terme recouvre cependant aussi de simples réserves de chasse privée.
- le sanglier, le cerf ou le lièvre en parc en Europe.

### Le pacage marin
Celui-ci en est un équivalent du game ranching, pour des espèces marines. Il se rapproche du repeuplement piscicole de lac ou de cours d'eau. Le cycle biologique de plusieurs espèces marines permet facilement la production d'un grand nombre de juvéniles. Lorsque ce stade donne lieu en milieu naturel à de fortes pertes, sa maîtrise permet de relâcher un grand nombre de juvénile ayant dépassé l'âge le plus fragile. On fournit donc à la pêche professionnelle et à l'issue de leur grossissement un stock très augmenté d'animaux. Le cycle d'espèces comme le saumon permet par ailleurs une recapture plus facile des animaux lors de leur migration.
Cette technique est appliquée au saumon, à la coquille Saint-Jacques.
La mise en place d'une telle pratique est conditionnée à son articulation réglementaire et à une coordination économique entre la fonction d'élevage et lâcher et celle de la pêche des produits.

## Différences avec les autres systèmes
Le game ranching ne se distingue parfois de la chasse lorsque celle-ci est réglementée et gérée que du point de vue juridique (les animaux ont un propriétaire) et par les objectifs de ses acteurs (production plutôt que loisir). Elle est également proche de l'élevage extensif, la différence serait alors la nature, l'origine des animaux : espèces domestiquées contre espèces sauvages.
Dans d'élevages extensif de chevaux, la différence serait dans la gestion collective d'une population par opposition aux systèmes dans lesquels les animaux sont marqués par chaque propriétaires (quoique peut-être « élevés » dans des conditions similaires).